# واين لاي
واين لاي (بالصينية: 黎耀祥) هو ممثل صيني، ولد في 4 مايو 1964 بهونغ كونغ في الصين.

## وصلات خارجية
- واين لاي على موقع IMDb (الإنجليزية)
- واين لاي على موقع ميوزك برينز (الإنجليزية)
- واين لاي على موقع قاعدة بيانات الفيلم (الإنجليزية)